# Prințesa Louise a Regatului Unit
Prințesa Louise (Louise Caroline Alberta; 18 martie 1848 – 3 decembrie 1939) a fost membru al familiei regale britanice, al șaselea copil al reginei Victoria a Regatului Unit și a prințului Albert de Saxa-Coburg și Gotha.

## Tinerețe

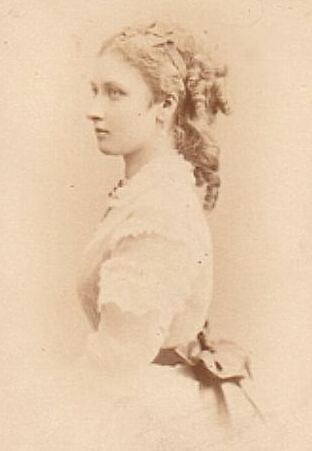
Prințesa Louise

Louise s-a născut la 18 martie 1848 la Palatul Buckingham din Londra. A fost a patra fiică și al șaselea copil a reginei Victoria și a soțului ei Prințul Albert de Saxa-Coburg și Gotha. Nașterea ei a coincis cu izbucnirea revoluțiilor care au traversat întreaga Europă. Albert și Victoria au ales numele Louisa Caroline Alberta. Louise a fost ales în onoarea mamei lui Albert. Deși a fost botezată Louisa de John Bird Sumner, arhiepiscop de Canterbury, la 13 mai 1848, a fost cunoscută invariabil sub numele Louise întreaga ei viață. Nașii ei au fost Ducele Gustav de Mecklenburg-Schwerin (unchiul ei patern); Ducesa de Saxa-Meiningen și Marea Ducesă de Mecklenburg-Strelitz (verișoara ei).
Ca și ceilalți frați ai ei, Louise a avut un program strict de educație întocmit de tatăl ei și de prietenul acestuia, baronul Stockmar. Încă de mici, copiilor li s-au predat sarcini practice, cum ar fi gătitul, agricultura, dulgheria și sarcini de uz casnic.
Încă din primii ani, Louise a arătat că este un copil talentat și inteligent iar talentele sale artistice au fost repede recunoscute. Atunci când fiul poetului Alfred, Lord Tennyson, a vizitat Casa Osborne în 1863, a remarcat că Louise știe să "deseneze minunat".
Din cauza rangului său regal, nu era posibilă o carieră artistică. Totuși, regina i-a permis să urmeze școala de artă sub supravegherea sculptoriței Mary Thornycroft, iar mai târziu, în 1863, s-a înscris la Colegiul Regal de Artă.
Tatăl Louise, Prințul Albert a murit la Windsor la 14 decembrie 1861. Regina a fost devastată și a dispus ca fiicele să se mute de la Windsor la Casa Osborne din Isle of Wight. Ca urmare a morții Prințului, atmosfera la curte a devenit sumbră și morbidă. Louise a devenit repede nemulțumită de doliul prelungit al mamei ei. După patru ani de la decesul tatălui ei, pentru aniversarea de 17 ani, Louise a cerut ca sala de bal să fie deschisă cu un dans, lucru care nu se mai întâmplase de la decesul Prințului Albert. Cererea a fost refuzată.
Sora sa mai mare, Prințesa Alice, s-a căsătorit cu Prințul Louis, viitorul Duce de Hesse, la Casa Osborne la 1 iunie 1862. În 1863, Eduard, Prințul de Wales, s-a căsătorit cu Prințesa Alexandra a Danemarcei. Regina a făcut o tradiție din a-și numi fiica cea mare nemăritată secretara sa neoficială, poziție pe care Louise a ocupat-o în 1866. Louise s-a dovedit a fi bună pentru această sarcină. La scurtă vreme, regina scria: "Este o fată deșteaptă cu un caracter puternic, altruistă și afectuoasă." Când Louise s-a îndrăgostit de preceptorul fratelui ei, reverendul Robinson Duckworth, regina l-a concediat pe Duckworth în 1870.
Louise s-a plictisit la curte și prin îndeplinirea îndatoririlor ei, care constau în sarcini minore de secretariat, cum ar fi scrierea de scrisori în numele reginei, corespondență cu politicienii, și ținea companie reginei.

## Căsătorie

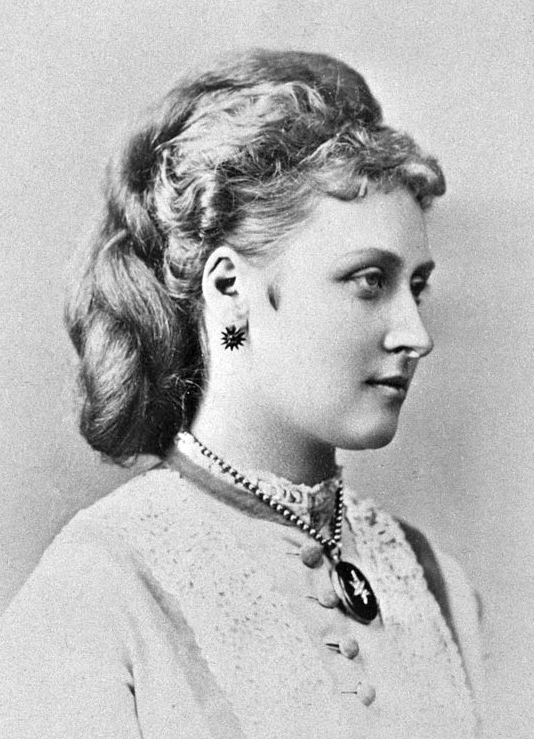
Prințesa Louise în 1871

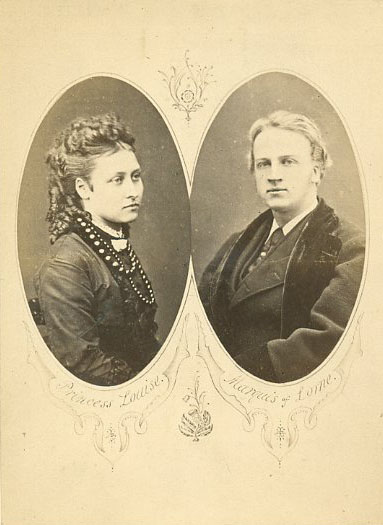
Prințesa Louise și marchizul de Lorna. Fotografia oficială de logodnă (W & D Downey, 1870)

Ca fiică a reginei, Louise era o mireasă dorită; ea a fost văzută ca fiind cea mai frumoasă fiică a reginei atât de contemporani cât și de biografii moderni. Totuși, ea a fost acuzată de presă, fără fundament, de aventuri romantice. Regina a insistat ca soțul fiicei ei să trăiască în apropierea ei. Diverși pretendenți au fost propuse de către casele regale din Europa:  Prințesa Alexandra l-a propus pe fratele ei, Prințul Frederic al Danemarcei, însă regina s-a opus puternic unei alte căsătorii daneze care ar fi putut antagoniza Prusia. Victoria, sora cea mare a Louisei, l-a propus pe tânărul înalt și bogat Prințul Albert al Prusiei însă regina Victoria a dezaprobat o altă căsătorie prusacă care ar fi fost nepopulară în Anglia. De asemenea, Prințul Albert era reticent în a se stabili în Anglia, după cum era cererea.

Un alt pretendent a fost considerat Wilhelm, Prinț de Orania, însă din cauza stilului său de viață extravagant din Paris, unde trăia deschis cu amanta sa, regina a respins repede ideea.
Louise nu-și dorea o căsătorie cu un prinț și a anunțat că dorește să se căsătorească cu John Campbell, marchiz de Lorna, moștenitor al ducatului Argyll. Din 1515, când Charles Brandon, primul duce de Suffolk s-a căsătorit cu Mary Tudor, nu mai avusese loc o căsătorie între fiica unui suveran și un supus britanic. Fratele Louisei, Prințul de Wales, s-a opus puternic acestei căsătorii. Mai mult, tatăl lui John, George Campbell, era un susținător al lui William Ewart Gladstone iar Prințul de Wales se temea că ar putea trage familia regală în dispute politice. În schimb, regina a afirmat că nunta Louisei cu un supus ar aduce "sânge proaspăt" în familie, în timp ce ceilalți prinți europeni erau înrudiți între ei. Ea era convinsă că acest lucru ar consolida familia regală din punct de vedere moral și fizic.
Louise s-a logodit cu Marchizul de Lorna la 3 octombrie 1870. Nunta a avut loc la Castelul Windsor, la 21 martie 1871  și mulțimea a fost atât de numeroasă încât pentru prima dată a fost nevoie ca polițiștii să facă bariere să poată deține controlul.
Louise purtat un voal de dantelă pe care l-a desenat ea însăși, iar în capelă a fost escortată de mama ei și de cei doi frați mai mari, Prințul de Wales și Ducele de Edinburgh. Cu această ocazie, rochia neagră de doliu a reginei Victoria era împodobită cu rubine roșii și albastre ale Ordinului Jartierei.